# 科因喬克 (北卡羅萊納州)
科因喬克（英語：Coinjock）是位於美國北卡羅萊納州柯里塔克縣的普查規定居民點。

## 人口
根據2020年美國人口普查的數據，科因喬克的面積為2.26平方千米，當中陸地面積為2.17平方千米，而水域面積為0.08平方千米。當地共有人口337人，而人口密度為每平方千米149.12人。